# Scotopteryx nigrescens
Scotopteryx nigrescens là một loài bướm đêm trong họ Geometridae.